# Буффель, Томас
Томас Буффель (нидерл. Thomas Buffel; родился 19 февраля 1981 года в Брюгге, Бельгия) — бельгийский футболист, полузащитник. Выступал в сборной Бельгии.

## Клубная карьера

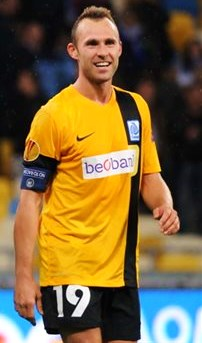
Буффель в составе «Генка»

Буффель выпускник футбольной академии клуба «Серкль Брюгге». В 1999 году он был замечен скаутами нидерландского «Фейеноорда» и вскоре перешёл в роттердамский клуб. Для адаптации к новому чемпионату Томас был отдан в аренду на два сезона в местный «Эксельсиор». После возвращения Буффель получил место в основном составе и выступал за команду ещё три сезона. Новый тренер «Фейеноорда» Рууд Гулит отказался проделвать контракт с полузащитником в кончен сезона 2005 года и Томас покинул команду.
Летом того же года он перешёл в шотландский «Рейнджерс». Сумма трансфера составила 2,3 млн фунтов. Контракт был подписан на четыре с половиной года. Буффель дебютировал за новый клуб в Кубке Шотландии против «Селтика». В своём первом сезоне Томас помог «рейнджерам» выиграть национальный кубок и шотландскую Премьер лигу. В 2007 году во время зимнего трансферного окна немецкий «Ганновер 96» выражал заинтересованность в приобретении Буффеля, но Томас не смог согласовать условия контракта и сделка не состоялась. В феврале того же года он перенёс операцию на колене и смог вернуться в строй только в декабре.
Летом 2008 года Томас вернулся на родину, где подписал контракт со своей первой командой «Серкль Брюгге». 16 августа в матче против «Андерлехта» он дебютировал в Жюпиле лиге. 20 сентября в поединке против «Беерсхота» Буффель забил свой первый гол за клуб. По окончании сезона он покинул родную команду и перешёл в «Генк». 13 сентября 2009 года во встрече против «Брюгге» он дебютировал за новый клуб. В этом же матче Томас забил свой первый гол за «Генк». В своём первом сезона он завоевал звание самого ценного футболиста. В следующем сезоне Буффель помог команде выиграть золотые медали и Суперкубок Бельгии, а в следующем национальный кубок.

## Международная карьера
В октябре 2002 года в матче против сборной Андорры Буффель дебютировал за сборную Бельгии. 30 апреля 2003 года во встрече против сборной Польши он забил свой первый гол за национальную команду. Последний свой матч за национальную команду провёл 6 февраля 2013 года в Брюгге против сборной Словакии. Игра завершилась со счётом 2:1 в пользу хозяев поля. Всего за 35 матчей в составе сборной забил шесть мячей.

### Голы за сборную Бельгии
| #   | Дата            | Место                                     | Противник            | Результат | Соревнование                       |
| --- | --------------- | ----------------------------------------- | -------------------- | --------- | ---------------------------------- |
| 01. | 30 апреля 2003  | Стадион короля Бодуэна, Брюссель, Бельгия | Польша               | 3:1       | Товарищеский матч                  |
| 02. | 11 октября 2003 | Морис Дюфран, Льеж, Бельгия               | Эстония              | 2:0       | Чемпионат Европы 2004 квалификация |
| 03. | 18 августа 2004 | Уллевол, Осло, Норвегия                   | Норвегия             | 2:2       | Товарищеский матч                  |
| 04. | 18 августа 2004 | Уллевол, Осло, Норвегия                   | Норвегия             | 2:2       | Товарищеский матч                  |
| 05. | 26 марта 2005   | Стадион короля Бодуэна, Брюссель, Бельгия | Босния и Герцеговина | 4:1       | Чемпионат мира 2006 квалификация   |
| 06. | 7 сентября 2005 | Олимпийский стадион, Антверпен, Бельгия   | Сан-Марино           | 8:0       | Чемпионат мира 2006 квалификация   |

## Достижения
«Рейнджерс»
- Чемпионат Шотландии по футболу — 2004/05
- Обладатель Кубка Шотландии — 2007/08

 «Генк»
- Чемпионат Бельгии по футболу — 2010/11
- Обладатель Суперкубка Бельгии — 2011
- Обладатель Кубка Бельгии — 2012/13